# 青峰山 (东平县)
35°55′24″N 116°28′28″E / 35.923235°N 116.474412°E
青峰山也称东山，为山东省东平县县城东部的一座山，黄海高程223米。东平县城的东山路即以东山命名。
青峰山西麓有市级文物保护单位青峰山造像。